# Bernard Vukas
Bernard "Bajdo" Vukas (en serbio cirílico: Бернард „Бајдо“ Вукас; 1 de mayo de 1927 – 4 de abril de 1983, Zagreb) fue un futbolista internacional croata que jugó como extremo izquierdo y delantero. Es uno de los máximos goleadores en la historia del Hajduk Split, club en el que desarrolló gran parte de su carrera deportiva. Fue internacional con Yugoslavia, con quien disputó dos Copas del Mundo y consiguió dos medallas de plata en los Juegos Olímpicos de 1948 y 1952.
En 2000 fue declarado el mejor futbolista croata de la historia por la Federación Croata de Fútbol y en una encuesta del periódico Večernji list fue votado como el mejor deportista croata del siglo XX.

## Carrera profesional
Vukas comenzó su carrera en las categorías inferiores del Concordia Zagreb. Después de la Segunda Guerra Mundial pasó una temporada en el NK Zagreb antes de firmar por el Hajduk Split en 1947. En el Hajduk jugó hasta 1957, en el que disputó 202 partidos de liga y marcó 89 goles. Con Hajduk, Vukas ganó el título de la Liga yugoslava en tres ocasiones, en 1950, 1952 y 1955, y fue el máximo goleador de la liga en la temporada 1954-55 con 20 goles. En 1950, Vukas ayudó al Hajduk a ganar la primera Liga Yugoslava invicto, un récord que nunca se rompió.
En 1957, se trasladó a Bologna F.C. 1909, donde permaneció dos años, disputó 48 partidos y marcó dos goles. Su carrera futbolística en Italia estuvo marcada por una enfermedad grave. Regresó al Hajduk en 1959 y permaneció hasta 1963, jugando 65 partidos y marcando 5 goles. Pasó sus últimos días como jugador de fútbol en Austria, en el Austria Klagenfurt, Grazer AK y Kapfenberger SV.
El 23 de octubre de 1953, Vukas, junto con Branko Zebec, Vladimir Beara y Zlatko Čajkovski, jugó para la FIFA en el equipo 'Resto del Mundo' contra Inglaterra en Wembley, en un encuentro para celebrar los 90 años de la Asociación de Fútbol inglesa. El partido terminó 4-4y Vukas asistió en dos goles y provocó un penalti. Dos años después, el 13 de agosto de 1955, Vukas fue invitado para jugar en el equipo de la UEFA en un partido amistoso contra Gran Bretaña disputado en Windsor Park de Belfast, donde Vukas anotó un hatrick.
Murió el 4 de abril de 1983, a los 55 años de edad. Hay calles en Split y Zagreb que llevan su nombre.

## Selección nacional
"Bajdo" Vukas jugó 59 partidos entre 1948 y 1957 para el equipo nacional yugoslavo y anotó 22 goles. El futbolista fue parte del equipo yugoslavo en las Copas Mundiales de la FIFA 1950 y 1954, además de conseguir sendas medallas de plata en los Juegos Olímpicos de 1948 y 1952.